# 凡尔赛宣言
凡尔赛宣言（英語：Versailles Declaration）是欧洲联盟领导人于2022年3月11日所发布的一份政治文件，以应对两周前开始的俄罗斯入侵乌克兰事件。 该文件重审了欧盟对乌克兰的支持，并概述了欧盟“增强国防能力、减少能源依赖和建立更强大的经济基础”的计划。